# VnExpress
VnExpress là một tờ báo tại Việt Nam được thành lập bởi tập đoàn FPT, ra mắt vào ngày 26 tháng 2 năm 2001 và hoạt động theo giấy phép số 548/GP-BTTTT do Bộ Thông tin và Truyền thông cấp ngày 24/08/2021, hiện tại do Bộ Khoa học và Công nghệ quản lý. Ngoài ra, VnExpress cũng cho ra mắt một phiên bản báo điện tử tiếng Anh VnExpress International để phục vụ người đọc tại nước ngoài.
Theo trang web Alexa, VnExpress được xếp hạng top 5 trong những trang web có lượng truy cập nhiều nhất tại Việt Nam vào năm 2019.
Tòa soạn của báo được đặt tại tầng 10, tòa A FPT Tower, số 10 Phạm Văn Bạch, phường Dịch Vọng, quận Cầu Giấy, Hà Nội. Văn phòng đại diện được đặt tại tầng 6, Tòa nhà Exchange Tower - số 1 đường Nam Kỳ Khởi Nghĩa, Phường Nguyễn Thái Bình, Quận 1, thành phố Hồ Chí Minh.

## Ban lãnh đạo
- Tổng Biên tập: Phạm Văn Hiếu
- Phó Tổng Biên tập: Phạm Trần Lê, Nguyễn Thanh Hải

## Các ấn phẩm

### Báo in
- Ấn phẩm chính: Khoa học và Phát triển
- Ấn phẩm phụ: Tia sáng

### Báo điện tử
- Báo điện tử Tin nhanh Việt Nam (VnExpress)
- Các chuyên trang: Ngôi sao, VnExpress English

## Tổ chức bộ máy
(Theo Quyết định số 176/QĐ-BKHCN ngày 03/03/2025 của Bộ trưởng Bộ Khoa học và Công nghệ về chức năng, nhiệm vụ, quyền hạn và cơ cấu tổ chức của Báo VnExpress)

### Các đơn vị chức năng
- Hành chính
- Nhân sự
- Kế toán
- Tòa soạn
- Kinh doanh
- Công nghệ và R&D

### Các đơn vị chuyên môn Báo điện tử

#### Các Ban chuyên môn
- Ban Thời sự - Chính trị
- Ban Khoa học
- Ban Công nghệ
- Ban Góc nhìn
- Ban Kinh doanh
- Ban Giáo dục
- Ban Sức khoẻ
- Ban Đời sống
- Ban Thế giới
- Ban Pháp luật
- Ban Spotlight
- Ban Giải trí
- Ban Thể thao
- Ban Xe
- Ban Du lịch
- Ban Podcast
- Ban Ảnh
- Ban Video
- Ban Cộng đồng
- Ban Ngôi sao
- Ban Tiếng Anh

### Văn phòng đại diện
- Văn phòng đại diện tại Thành phố Hồ Chí Minh

## Hình thành và phát triển

### Hình thành
Ngày 26 tháng 2 năm 2001, VnExpress chính thức ra mắt website được lập trình bằng ngôn ngữ VBScript trên nền tảng ứng dụng web ASP.NET, sử dụng phông chữ Unicode. Được lập trình bằng ngôn ngữ VB6 tương tác với ActiveX Object trên trình duyệt Internet Explorer của Microsoft, hệ thống quản lý nội dung hoạt động như một phần mềm trên máy tính giúp các biên tập viên của VnExpress có thể thực hiện các thao tác soạn thảo như trên Microsoft Word và lưu trực tiếp trên máy.
Tuy nhiên, với sự nghèo nàn về tính năng của phiên bản HTML hiện hành thì ActiveX Object là lựa chọn tối ưu nhất, nhưng cũng có một hạn chế rất lớn là chỉ chạy được trên chính Internet Explorer. Chỉ đến sau này khi hệ thống quản lý nội dung được nâng cấp với cách tiếp cận mới hỗ trợ đa trình duyệt thì toàn bộ biên tập viên của VnExpress mới được giải phóng khỏi trình duyệt này.
VnExpress khi mới bắt đầu đi vào hoạt động chỉ mua báo in về rồi cho nhân viên chọn bài tốt, hay, hấp dẫn rồi đánh máy và đưa lên các trang nội dung của mình. Trong bối cảnh cả nước chưa có báo điện tử thì cách làm này rất hiệu quả và lớp độc giả tiên tiến nhất quen lên mạng bắt đầu truy cập mỗi ngày một thường xuyên hơn.

### Phát triển
Tiếp nối sự thành công của VnExpress, những năm 2004, 2005, các trang ngách như Ngôi sao, Gamethu, Số hóa, hay iOne, Du lịch… liên tục ra đời. Điều này khiến cho hệ thống bắt đầu phình to và trở nên nặng nề, gây khó khăn trong việc phát triển các tính năng mới dựa trên những công nghệ sẵn có. Đồng thời, việc tạo ra một toà soạn hội tụ chứ không triển khai độc lập các hệ thống quản lý, gây tốn nguồn lực để duy trì cũng là một bài toán khó mà đội ngũ công nghệ thời bấy giờ cần tìm lời giải.
Năm 2012, VnExpress chuyển sang sử dụng mã nguồn mở. Đây là một quyết định mang tính bước ngoặt giúp giải quyết các bài toán cơ bản được nêu ra ở trên. Quá trình chuyển đổi hệ thống dữ liệu khổng lồ hơn mười năm của VnExpress sang mã nguồn mở kéo dài trong một năm với yêu cầu vừa thực hiện hoạt động chuyển đổi trong khi vẫn phải đảm bảo hệ thống trực tuyến không một phút chết. Bắt đầu từ Thể Thao, Số Hóa, Giải Trí rồi Gia Đình đến ngày 15 tháng 5 năm 2013, Kinh doanh – Chuyên trang cuối cùng cũng được chuyển đổi thành công, đánh dấu việc hoàn thiện hệ thống quản lý nội dung hội tụ.
Song song với sự phát triển về số lượng độc giả, hình thức truy cập của người dùng cũng phát triển với xu hướng sử dụng điện thoại và các thiết bị khác ngoài máy tính để bàn. Nắm bắt xu hướng này, năm 2014, VnExpress chuyển sang phong cách thiết kế website đáp ứng nhu cầu hiển thị, phù hợp trên tất cả các thiết bị truy cập. Đội ngũ công nghệ tiếp tục đóng vai trò chủ đạo trong việc chuyển đổi hệ thống khổng lồ này.
Bên cạnh đó, để đáp ứng sự tăng trưởng về nội dung, nâng cao trải nghiệm của độc giả, đội ngũ VnExpress không ngừng nghiên cứu và triển khai nhiều công nghệ mới đáp ứng nhu cầu thể hiện nội dung bằng nhiều hình thức khác nhau như bài e-Magazine, livestream trực tuyến… Cũng trong thời gian gần đây, đội ngũ kỹ thuật của VnExpress đang nghiên cứu và thử nghiệm để đưa vào sử dụng các công nghệ như: Hệ thống khuyến nghị người dùng, trợ lý ảo, cá nhân hoá độc giả và ứng dụng trí tuệ nhân tạo trong hoạt động xuất bản nội dung ở tương lai gần. VnExpress còn tổ chức các giải đấu VnExpress Marathon thường niên kể từ năm 2019.

### Hợp nhất với báo Khoa học và Phát triển
Năm 2022, thực hiện Quy hoạch phát triển và quản lý báo chí toàn quốc đến năm 2025, Báo điện tử Tin nhanh Việt Nam (VnExpress) và Báo Khoa học và Phát triển hợp nhất thành Báo VnExpress.

## Sai phạm và xử phạt
Báo VnExpress đã nhiều lần đăng tin sai sự thật và bị xử lý: 
- Vào ngày 27 tháng 9 năm 2012, VnExpress đã đăng bài "Thân phận bà cụ già chỉ mong con chết hết" của tác giả Lâm Tuyền viết về cuộc sống khốn khó của một bà cụ 83 tuổi tên là Phạm Thị Đào. Bà Đào không có nhà cửa, phải bán nước bên bờ hồ Thiền Quang ở quận Hoàn Kiếm, thành phố Hà Nội để lấy tiền mưu sinh. Chồng bà Đào là người nghiện rượu, đã chết vì xơ gan. Bà Đào có sáu người con, bốn trai hai gái. Cả bốn người con trai của bà Đào đều nghiện ma tuý, ba người đã chết, người còn lại đang chịu án bảy năm tù ở Thái Nguyên. Trong hai người con gái của bà Đào thì một người đã bị bán sang Trung Quốc làm vợ, chỉ còn một người con gái tâm thần không bình thường sống chung với bà.[4] Báo An ninh thủ đô sau đó đã đăng bài viết làm rõ chân tướng bà Đào. Bà Đào đã từng hai lần phải vào tù vì tội buôn bán trái phép chất ma tuý. Bà có chín người con chứ không phải là sáu, trong đó hai người đã chết vì nghiện ngập, một người đang đi tù, một người con gái bị bệnh tâm thần sống cùng bà. Bà Đào từng lấn chiếm đất trái phép ở phường Nam Đồng, quận Đống Đa, thành phố Hà Nội rồi bán lại cho người khác. Hàng tháng bà Đào đều được nhận 350 nghìn đồng tiền trợ cấp dành cho người cao tuổi, người con gái bị bệnh tâm thần của bà hàng tháng được nhân 350 nghìn đồng tiền trợ cấp dành cho người tàn tật không có khả năng lao động. Có một số người hảo tâm bị mắc lừa đến cho tiền bà thì bà lại đem tiền họ cho mình đi chơi lô đề.[5]
- Ngày 15 tháng 3 năm 2017, Cục Báo chí (Bộ Thông tin và Truyền thông) ra quyết định xử phạt vi phạm hành chính 10 triệu đồng đối với VnExpress. Theo quyết định, báo này bị xử phạt do trong bài viết "Dàn siêu xe hàng chục tỷ đồng gắn biển xanh giả" đăng ngày 7 tháng 2 năm 2017 có thông tin sai sự thật, vi phạm quy định tại điểm a khoản 3 Điều 8 Nghị định số 159/2013/NĐ-CP ngày 12 tháng 11 năm 2013 của Chính phủ quy định xử phạt vi phạm hành chính trong hoạt động báo chí và xuất bản. Trước đó, VnExpress thừa nhận vi phạm, tự gỡ bỏ bài và đăng lời cải chính. [6]
- Ngày 07 tháng 9 năm 2020, Bộ Thông tin và Truyền thông cho biết, Cục Báo chí đã ban hành quyết định xử phạt vi phạm hành chính 4 cơ quan báo chí vì thông tin sai sự thật. Trong đó, VnExpress đăng thông tin sai sự thật gây ảnh hưởng nghiêm trọng trong bài viết về Lễ kỷ niệm 90 năm Ngày truyền thống ngành Tuyên giáo của Đảng, bị phạt với số tiền 12 triệu đồng.[7]

## Đánh giá, phê bình
Nguyên Phó chủ nhiệm Ủy ban Văn hóa giáo dục thanh thiếu niên Quốc hội Việt Nam Nguyễn Minh Thuyết:
Đúng như tên mình, VnExpress.net cung cấp thông tin cho bạn đọc rất nhanh nhạy, kịp thời. Có lần, tôi họp Quốc hội, chưa kịp về đến nhà đã thấy một anh bạn gọi điện hỏi về ý kiến của một đại biểu vừa phát biểu trong phiên họp ấy và được đưa lên VnExpress.net kèm theo ảnh. Từ đó, tôi theo dõi VnExpress.net thường xuyên hơn và thấy đúng là có những sự kiện vừa diễn ra có ít phút đã được thông tin ngay trên báo một cách chính xác.
Điểm hấp dẫn nữa của VnExpress.net là các chuyên mục rất phong phú, có nhiều hình đẹp. Đối với những người đang gặp phải một số vấn đề trong đời sống, họ có thể tìm được sự chia sẻ, cảm thông nhất định trong chuyên mục Tâm sự.
Riêng tôi, do công việc và sở thích, tôi thường xuyên đọc chuyên mục Xã hội, Văn hoá, Khoa học và Thể thao. Thật thú vị khi mở chuyên mục Văn hoá (Thư viện) có thể xem được một số phim hay, sách mới; mở chuyên mục Thể thao có thể cập nhật tin tức về những giải thi đấu lớn mà mình quan tâm.

Nguyên Bộ trưởng Bộ Khoa học và Công nghệ Việt Nam Nguyễn Quân:
Là độc giả trung thành của VnExpress.net suốt 9 năm qua, tôi thấy báo trưởng thành rất nhanh, là tờ báo hàng đầu Việt Nam hiện nay. Những nhà khoa học mà tôi tiếp xúc cũng rất thích VnExpress.net, vì thông tin cập nhật nhanh, bài vở phong phú, truy cập thuận lợi, kể cả từ nước ngoài. Điều này khác với một số báo, ở nước ngoài truy cập tương đối khó khăn.

Nguyên Bộ trưởng Tài chính Việt Nam Vũ Văn Ninh:
VnExpress.net là một trong những tờ báo đăng tải nhiều bài viết liên quan đến các lĩnh vực của ngành tài chính như chính sách thuế, giá cả, phí, tài chính công, thị trường chứng khoán... Cá nhân tôi đánh giá, VnExpress.net là tờ báo có uy tín, tin tức cập nhật nhanh, nóng hổi và khá hấp dẫn, tuy nhiên, một số tin nếu đi sâu phân tích đầy đủ hơn thì thông tin đến bạn đọc hiệu quả hơn.